# Henry Gerber
Henry Gerber (29 de junio de 1892-31 de diciembre de 1972) fue uno de los primeros activistas a favor de los derechos de los homosexuales de Estados Unidos. Inspirado por el trabajo del alemán Magnus Hirschfeld y su Comité científico humanitario, Gerber fundó la Society for Human Rights (SHR) en 1924, la primera organización homosexual conocida del país, y la revista Friendship and Freedom, la primera publicación homosexual conocida. SHR tuvo una corta vida, ya que la policía arrestó a varios de sus miembros al poco de incorporarse. Aunque Gerber se amargó por estas experiencias, mantuvo contactos con el incipiente movimiento homófilo de la década de 1950 y continuó luchando por los derechos de los homosexuales. Gerber ha recibido de manera repetida el reconocimiento a sus contribuciones al movimiento LGBT.

## Primeros años
Gerber nació como Henry Joseph Dittmar (aunque algunas fuentes lo reproducen como "Josef") el 29 de junio de 1892 en Passau, Baviera. Cambió su nombre a "Henry Gerber" al emigrar a los Estados Unidos en 1913. Él y otros miembros de su familia se asentaron en Chicago por su considerable población de inmigrantes alemanes. En 1917, Gerber fue ingresado durante un corto periodo de tiempo en una institución mental por su homosexualidad. Cuando los Estados Unidos declararon la guerra a Alemania, le ofrecieron dos alternativas: ser internado como un extranjero enemigo o alistarse en el ejército. Gerber eligió el ejército y fue asignado al Ejército Aliado de Ocupación para trabajar como tipógrafo y editor en Coblenza. Sirvió durante unos tres años. Durante su periodo en Alemania, Gerber supo de Magnus Hirschfeld y el trabajo que él y su Comité científico humanitario estaban haciendo para reformar la ley alemana antihomosexual (en especial, el artículo 175, que criminalizaba el sexo entre hombres). Gerber viajó a Berlín, que poseía una próspera subcultura gay, en diversas ocasiones, y se suscribió por lo menos a una revista homófila. Absorbió las ideas de Hirschfeld, incluyendo la noción de que los hombres homosexuales eran por naturaleza afeminados. Tras su servicio militar, Gerber regresó a Estados Unidos y entró a trabajar en la oficina de correos de Chicago.

## Society for Human Rights
Inspirado por el trabajo de Hirschfield y su Comité científico humanitario, Gerber decidió fundar una organización similar en los Estados Unidos. La llamó la Society for Human Rights (SHR, Sociedad por los Derechos Humanos en español) y asumió el papel de su secretario. Gerber rellenó una aplicación para que la asociación fuera considerada una organización sin ánimo de lucro del estado de Illinois. En ella se especificaban los objetivos y propósitos de la SHR:

Promover y proteger los intereses de las personas que por razones de abnormalidades mentales y físicas son obstaculizadas y abusadas en su legítima búsqueda de la felicidad garantizada por la Declaración de Independencia [...]. La sociedad [...] está en armonía con todas las leyes generales en la medida en que protegen los derechos de los demás, y no recomienda de ninguna manera cualquier acto que viole las leyes actuales [...].

Un clérigo afroamericano llamado John T. Graves se apuntó como presidente de la nueva organización, y Gerber, Graves y otros cinco fueron apuntados como directores. El estado concedió la autorización el 10 de diciembre de 1924, convirtiendo a la SHR en la organización homosexual documentada más antigua de la nación.
Gerber creó la primera publicación estadounidense de interés gay conocida, llamada Friendship and Freedom (Amistad y Libertad), como el boletín informativo de la SHR. Sin embargo, muy pocos miembros deseaban recibir por correo la revista, temiendo que los inspectores postales declararan la publicación obscena bajo la ley de Comstock. Efectivamente, todas las publicaciones de orientación gay fueron declaradas obscenas hasta 1958. Friendship and Freedom duró dos ediciones.
Gerber y Graves decidieron limitar la pertenencia a la SHR a hombres homosexuales, excluyendo a los bisexuales. Ignoraban que el vicepresidente de la asociación, Al Weininger, estaba casado y tenía dos hijos. La esposa de Weninger denunció a la SHR a un trabajador social en el verano de 1925, tildándoles de "degenerados". La policía interrogó a Gerber y arrestó a Graves, Weininger y otro hombre, además de al propio Gerber; el Chicago Examiner informó del suceso con el titular "Extraño culto sexual desvelado". Gerber fue procesado tres veces. Los cargos contra Gerber fueron finalmente desestimados, pero su defensa le costó sus ahorros de toda la vida, parte de los cuales pudieron haber tomado la forma de sobornos pagados a través de su abogado. Gerber perdió su trabajo en la oficina de correos por "conducta inapropiada de un trabajador de correos" y Weninger pagó una multa de 10 dólares por "conducta desordenada". De esta forma, fue destruida la SHR y Gerber se amargó al ver que ninguno de los homosexuales ricos de Chicago acudió a ayudarle en una causa diseñada para avanzar el bien común.

## Vida posterior
Las actividades de Gerber entre la caída de la SHR y 1927 no están documentadas. En 1927, Gerber viajó a Nueva York, donde un amigo del ejército le presentó a un coronel que le animó a realistarse, cosa que hizo. Gerber sirvió hasta 1945, cuando fue licenciado con honor. Durante este periodo, Gerber dirigió desde 1930 un servicio de amigos por correspondencia llamado "Connections". El servicio tenía entre 150 y 200 miembros, la mayoría de los cuales eran heterosexuales. Gerber continuó redactando artículos para diversas revistas, incluyendo una llamada Chanticleer, en la que a veces aboagaba a favor de los derechos de los homosexuales. Era habitual que los escritores homosexuales usaran seudónimos al escribir sobre temas homosexuales; Gerber a veces escribía bajo su propio nombre, pero a veces empleaba el seudónimio "Parisex". Continuó escribiendo durante los siguientes 30 años. En la década de 1950, Gerber comenzó a explorar el ambiente gay de Nueva York de manera más extensa y mantuvo una voluminosa correspondencia con otros hombres homosexuales, debatiendo estrategias y organización homosexuales para responder al prejuicio social. Gerber vivió en Nueva York hasta poco antes de su muerte, cuando se trasladó al hogar de soldados y aviadores de Washington, D. C. Trabajó allí en sus memorias (se cree que los manuscritos se perdieron) y en traducciones de novelas alemanas. Gerber falleció en este hogar el 31 de diciembre de 1972, a los 80 años de edad.

## Legado
Gerber entró póstumamente en el Chicago Gay and Lesbian Hall of Fame en 1992. La Henry Gerber House, localizada en el 1710 N. Crilly Court, Chicago, contiene el apartamento en el que vivía Gerber cuando fundó la SHR. Fue designada Hito de Chicago el 1 de junio de 2001. La Gerber/Hart Library de 1127 West Granville Avenue toma su nombre en su honor y en honor del defensor de los derechos civiles Pearl M. Hart.
Gerber sirve como enlace directo entre el activismo LGBT de la República de Weimar y el movimiento homófilo estadounidense de los 50. En 1929, un joven llamado Harry Hay vivía en Los Ángeles. Pronto descubrió el ambiente de cruising de Pershing Square, donde conoció a un hombre que había sido amante de uno de los miembros de la SHR de Gerber. Este hombre habló a Hay de la breve historia de la Sociedad. Aunque Hay posteriormente negaría que tuviera conocimiento de activismo LGBT previo, este conocimiento le inspiró para lanzar una propuesta de un grupo político y social para hombres homosexuales en 1948. En 1950 la idea de Hay se completó cuando él y otros hombres fundaron la Mattachine Society, la primera organización duradera de derechos LGBT de Estados Unidos.